# Val d'Ala
La Val d'Ala è posta nella città metropolitana di Torino ed è la valle centrale nonché la più stretta e ripida delle tre Valli di Lanzo.

## Geografia
La valle prende forma dai monti Uia di Ciamarella e Uia di Bessanese, nelle Alpi Graie al confine con la Francia. In alto della valle c'è un pianoro il Pian della Mussa dove inizia a scorrere il ramo del torrente Stura di Lanzo che ha scavato la valle. La valle si congiunge con la Val grande di Lanzo all'altezza dell'abitato di Ceres.

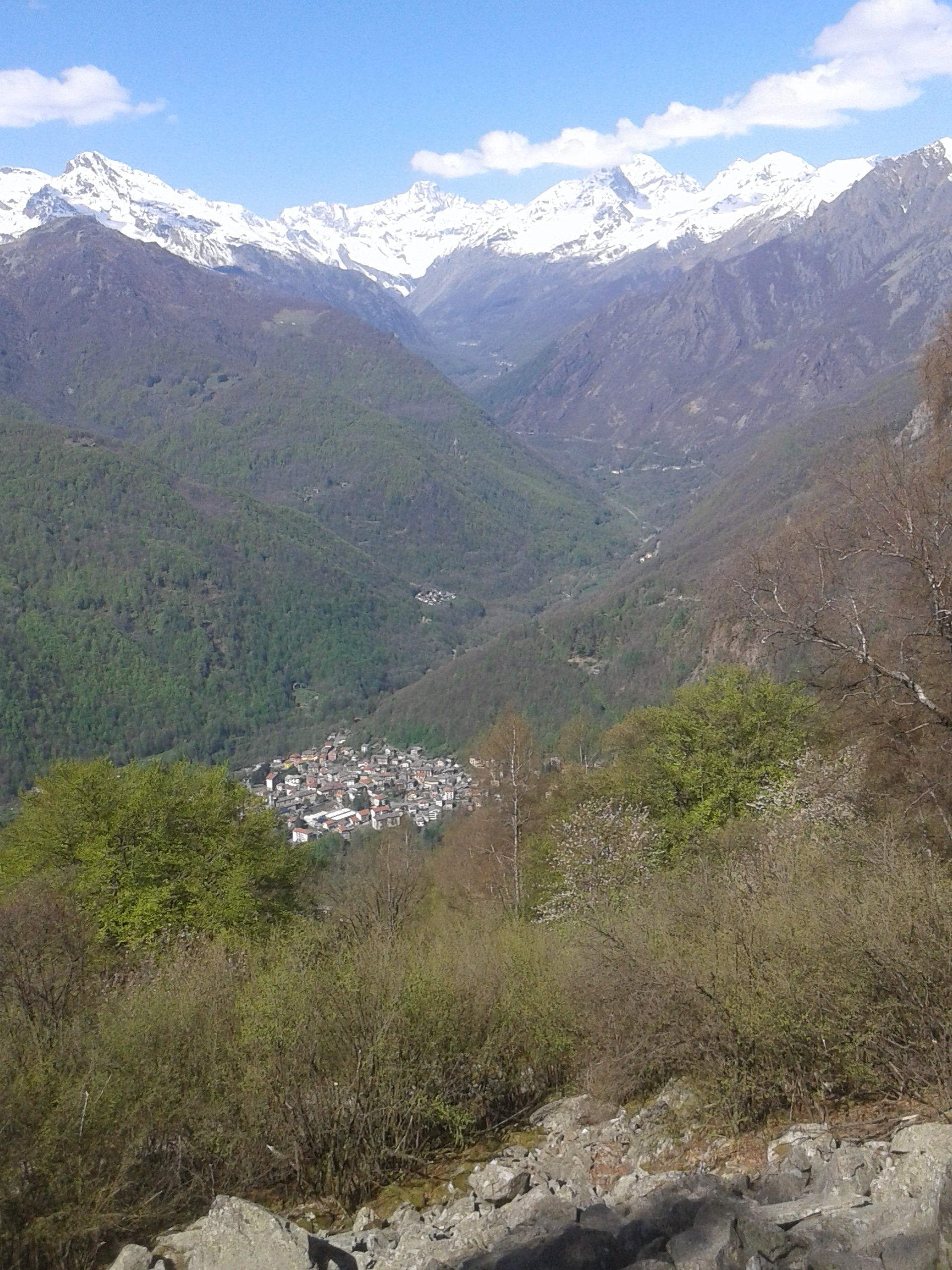
Ceres e la val d'Ala dal passo della Croce

### Monti

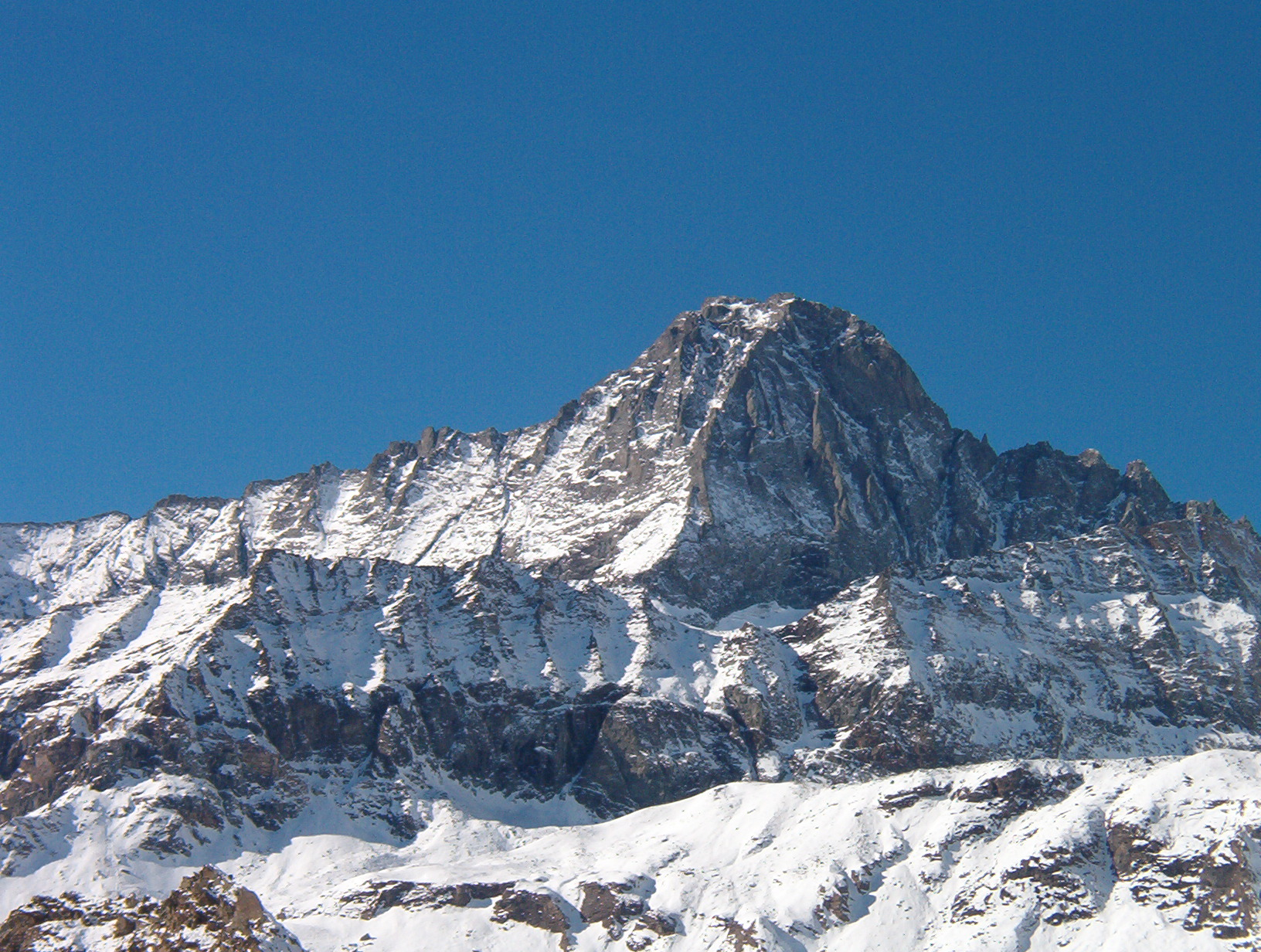
L'Uia di Bessanese domina particolarmente la valle.

Lungo o in prossimità della linea di confine con la Francia troviamo:
- Uia di Ciamarella - 3.676 m
- Uia di Bessanese - 3.604 m
- Albaron di Savoia - 3.638 m
- Piccola Ciamarella - 3.540 m
- Monte Collerin - 3.475 m
- Punta Chalanson - 3.466 m
- Punta Maria - 3.375 m
- Rocca Turo - 2.757 m

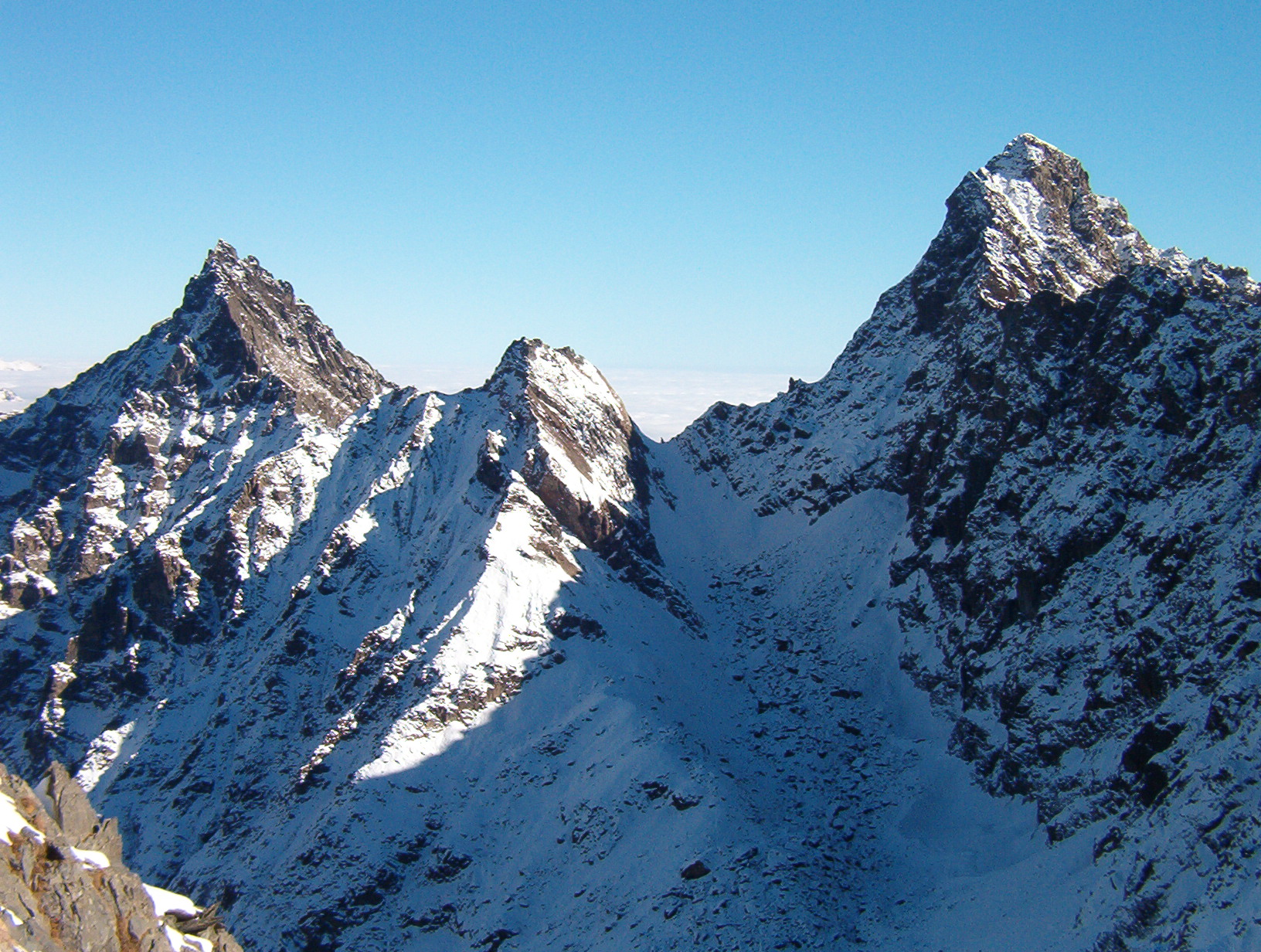
Uia di Mondrone

Lungo lo spartiacque con la val grande di Lanzo o in prossimità dello stesso:

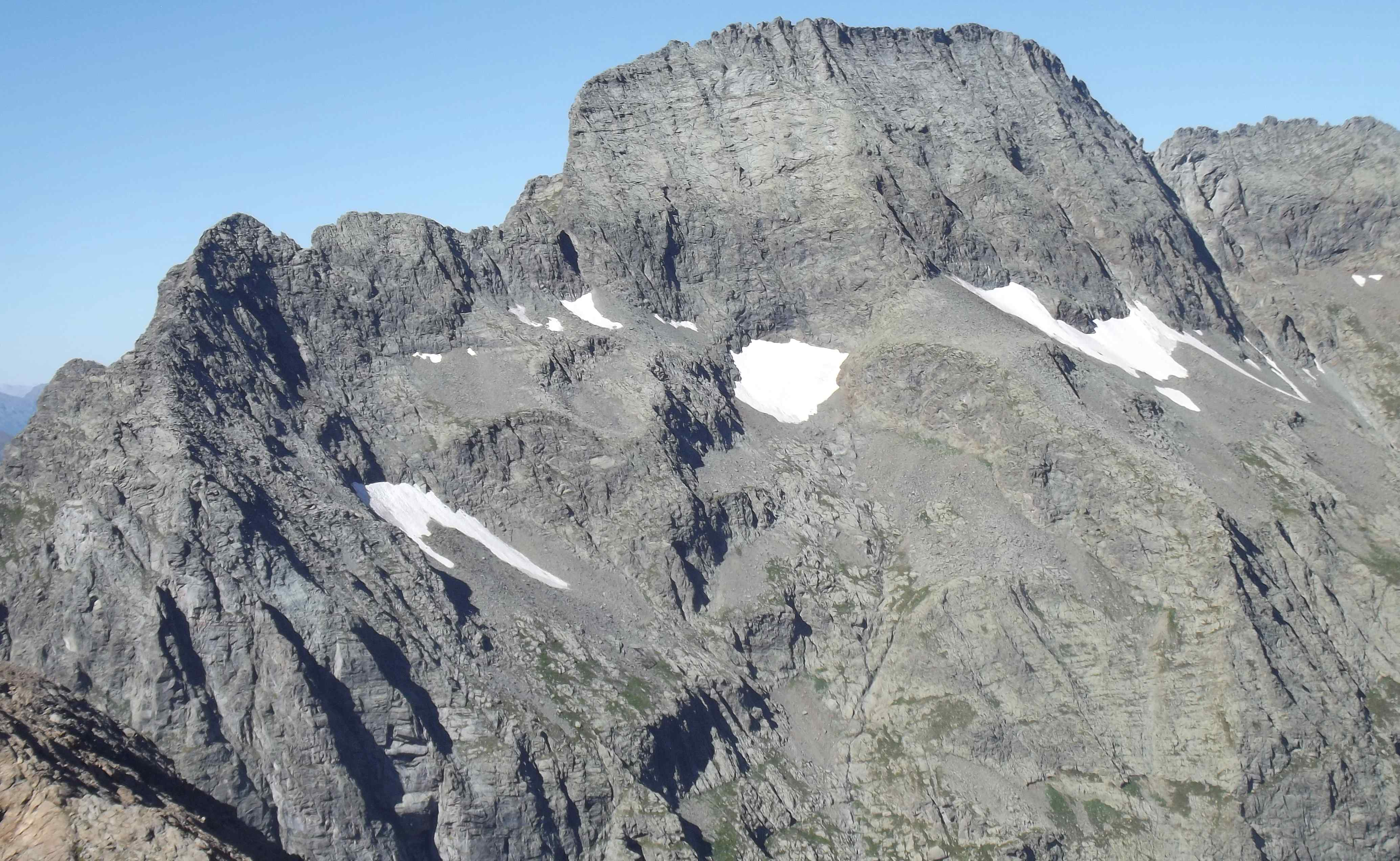
Torre d'Ovarda

- Uia di Mondrone - 2.964 m
- Punta Rossa di Sea - 2.908 m
- Cima Leitosa - 2.870 m
- Punta del Rous - 2.568 m
- Punta Croset - 2.4695 m
- Monte Doubia - 2.463 m
- Monte Plu - 2.196 m
- Monte Pellerin - 1.853 m
- Monte Rosso - 1.780 m
- Monte Santa Cristina - 1.338 m

Lungo lo spartiacque con la valle di Viù:
- Punta Servin - 3.108 m
- Cima Autour - 3.021 m
- Torre d'Ovarda - 3.075 m
- Punta Fortino - 3.010 m
- Monte Ciorneva - 2.920 m
- Punta Golai - 2.818 m
- Cima Chiavesso - 2.823 m
- Monte Rosso d'Ala - 2.763 m
- Rocca Moross - 2.135 m
- Uia di Calcante - 1.614 m

### Laghi

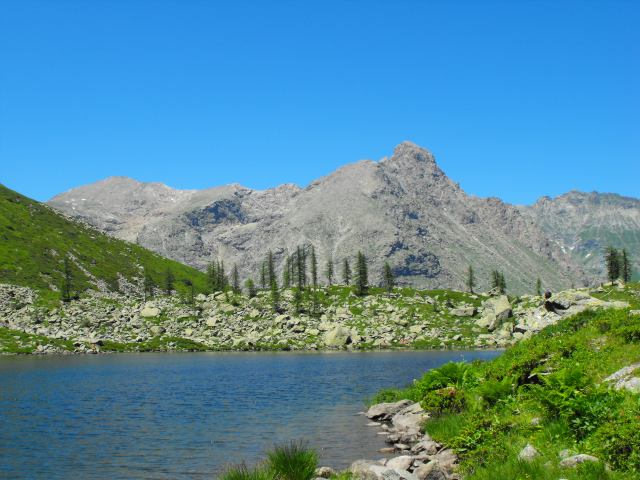
Lago di Afframont

- Laghi Verdi
- Lago Paschiet
- Lago Afframont
- Lago Casias
- Laghi Bianchi
- Lago di Lusignetto o Lago Scuro
- Lago del Ru
- Lago Mercurin
- Lago Vasuero

## Centri principali
I tre comuni della valle sono:
- Balme
- Ala di Stura
- Ceres

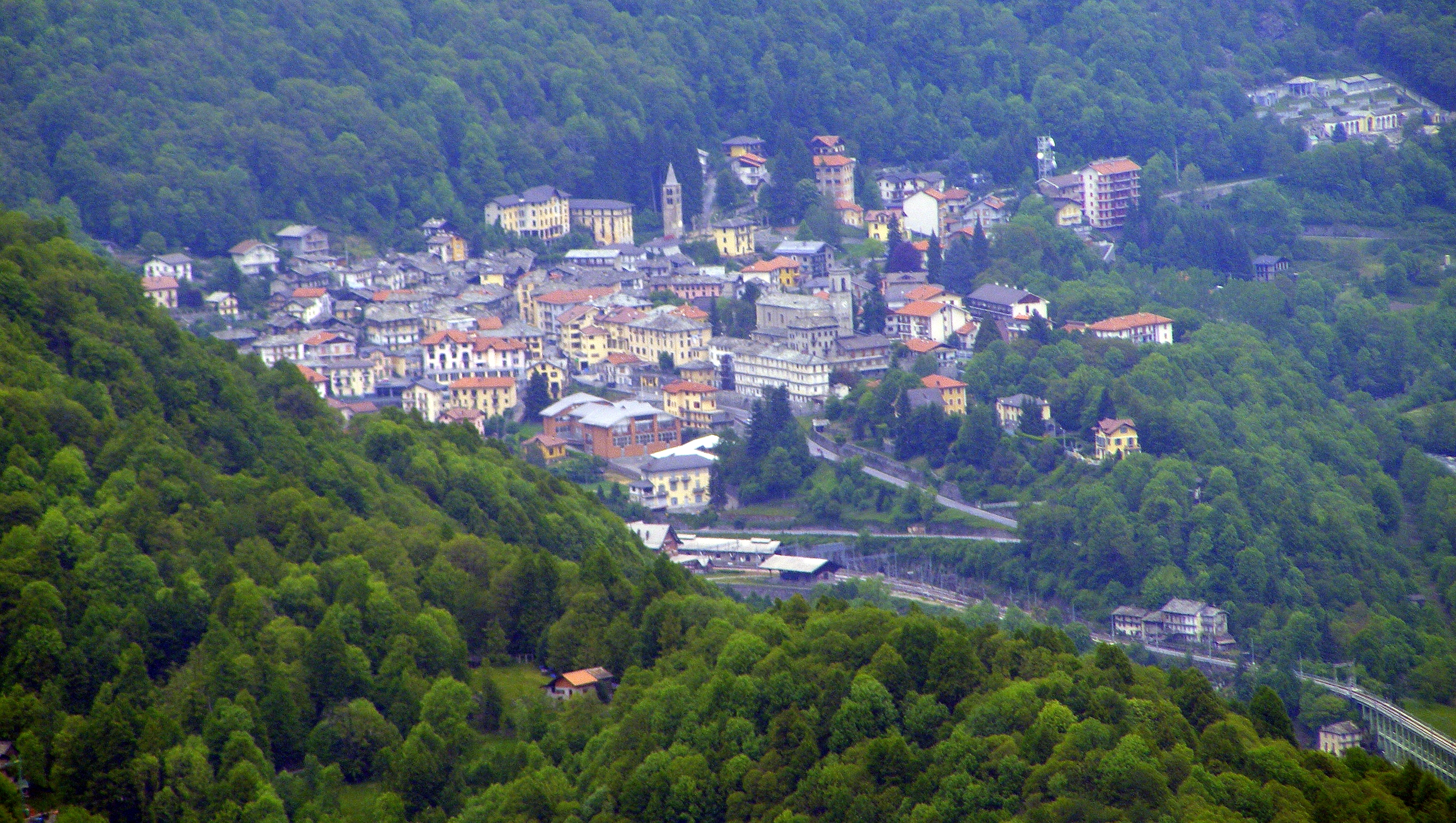
Ceres

Ognuno di questi comuni è attorniato di diverse frazioni di maggior e minor rilievo.

## Luoghi di interesse
- Pian della Mussa: pianoro posto al termine della valle ai piedi delle grandi vette che contornano la valle;
- Santuario dedicato alla Madonna di Lourdes a Martassina, frazione di Ala di Stura.

## Turismo
La valle ha sviluppato nell'ultimo secolo una forte vocazione turistica legata soprattutto al turismo estivo.

### Rifugi alpini
Per facilitare la salita alle vette della valle e l'escursionismo di alta quota la valle è dotata di alcuni rifugi alpini:
- Rifugio Bartolomeo Gastaldi - 2.659 m
- Rifugio Città di Cirié - 1.800 m
- Bivacco Gino Gandolfo - 2.301 m
- Bivacco Bruno Molino - 2.280 m

| Controllo di autorità | VIAF (EN) 238161592 |